# Godet à palette

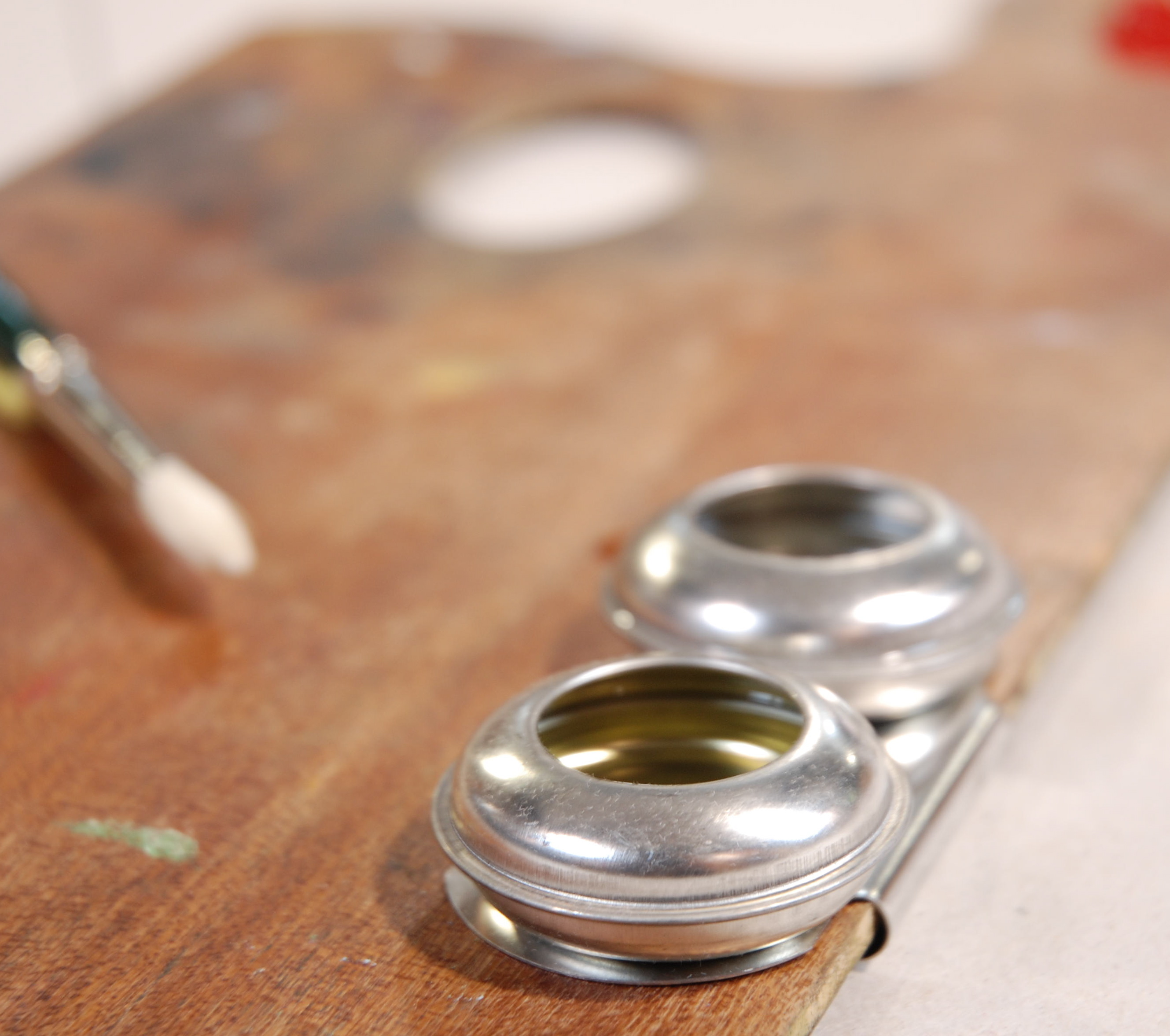
Double godet.

Le godet à palette est un récipient, simple ou double, que l'artiste peintre remplit d'huile siccative, d'essence de térébenthine ou de médium à peindre et qu'il clippe sur sa palette en bois pour faciliter les mélanges avec ses couleurs.
Il permet ainsi de respecter la règle du « gras sur maigre », fondamentale en peinture à l'huile.